# 拝月亭
『拝月亭』（はいげつてい）は元末の施恵の作と伝えられる全40齣（幕）からなる南戯。『幽閨記』（ゆうけいき）とも呼ぶ。「拝劉荊殺」と呼ばれる四大南戯（拝月亭・劉智遠・荊釵記・殺狗記）のひとつだが、他の3作品が貞節な夫人の苦難を内容とするのに対して『拝月亭』は未婚の男女の離合悲歓を描いた愛情劇である点で異色である。元末の南戯としては『琵琶記』と並ぶ傑作に数えられる。

## 概要・テクスト
元末ごろの南戯は雑劇を原作としていることが多いが、本作品も関漢卿の雑劇「拝月亭」を原作としている。元代末期には南戯に改編され、『永楽大典』に『王瑞蘭閨怨拝月亭』の外題のみ見える。これがさらに改編されて『拝月亭記』または『幽閨記』の題で知られる40齣の作品になった。
作者は施恵と伝えられるが、はっきりしない。『録鬼簿』によると杭州の人とされるが、『拝月亭』について『録鬼簿』は何も記しておらず、施恵を作者とする根拠がないともいう。
田仲一成によると、明初期に郷村劇としての素朴なテクスト（古本）が作られたが、完全な形で残るものはない。明中期に宗族社会での上演に適するように冗漫な白を削って歌詞を優雅に改めたテクスト（京本）が現れ、閩本は古本と京本の中間段階にあたる。明中期には京本とは逆に市場地劇本として白を大幅に増した通俗的なテクスト（徽本・弋陽腔本）が出現し、近代の地方劇はこれにさらに手を加えたものという。通行の汲古閣本・暖紅室本・李卓吾批評本は京本、世徳堂本・凌初成本は閩本に属し、中でも世徳堂本は古本に近いとする。

## 特徴
作品の背景となる歴史として、金朝の八代皇帝宣宗がモンゴル軍の攻撃を避けて中都から開封へと遷都したことがある。金朝の正史である『金史』には王鎮の名は見えないが、巷間で語られていた物語に粉飾したものであると考えられている。
作品の内容は2組の男女の恋愛を中心とした「悲歓離合」劇であり、恋愛は雑劇だけでなく南戯においても好んで扱われるテーマだった。元代の雑劇においては恋愛の障壁を設定してドラマを生むのが通例であったが、ヒロインの母親ではなく父親が障壁の役割を担うのは本作のユニークな点とされる。父の王鎮は書生を強く嫌いや文人を敬遠する武人であり、娘の瑞蘭はその価値観に明確に反発する。儒教が支配的だった当時における父親の絶対性からすると、画期的な設定と評されている。

## 登場人物
- 蔣世隆 - 秀才で殿試に及第し、状元となる。後に王瑞蘭と結ばれる。
- 蔣瑞蓮 - 蔣世隆の妹で、後に陀満興福と結ばれる。
- 陀満海牙 - 蛮族との主戦派の重臣。
- 陀満興福 - 陀満海牙の息子。蔣世隆と義兄弟となり、武科挙の状元及第後に蔣瑞蓮と結ばれる。
- 王瑞蘭 - 蛮族の兵乱から逃れる際に蔣世隆と同行。途中、招商店で結ばれる。
- 王尚書 - 王瑞蘭の父、王鎮。兵部尚書。君命を奉じて北方の蛮地へ赴く。
- 聶賈列 - 蛮族の攻撃から逃れるため、遷都を薦める重臣。

## あらすじ
金の皇帝が蛮族に対して、誼を通じて以来3年後には小さな貢物、5年後には大きな貢物、10年後には莫大な貢物を贈ったにもかかわらず、15年経った今では何の貢物も贈られてこない、ということに立腹し、蛮族は山海関を越えて金の都へ攻め寄せる。この時、主戦論を張った重臣が左丞相の陀満海牙であるが、聶賈列は開封への遷都を奏上し、陀満海牙とその子の陀満興福の親子が謀反を企んでいると讒訴し、陀満海牙とその一族300人を殺す（第4幕）。この時、陀満興福は一族の殺害から逃れ、ある屋敷の花園へ逃げ込む。本作の主人公である秀才の蔣世隆は、自らの邸の花園へ逃げ込んだ陀満興福と義兄弟となり、逃亡に力を貸す（第7幕）。
兵部尚書の王鎮は、蛮族と和平を結ぶために北方へ旅に出る（第10幕）。一方、中都府は蛮族が襲ってくるため、王鎮の家族(王夫人・王瑞蘭ら)や蔣世隆とその妹・瑞蓮、住民らは府外へ逃れるが、蕃兵に追われ、王夫人・瑞蘭の母娘と蔣世隆・瑞蓮の兄妹はそれぞれはぐれてしまう。
瑞蓮の名を呼ぶ蔣世隆の声に、名の似ている瑞蘭が返事をし、二人はめぐり合う。一方、王夫人も瑞蘭の名を呼ぶと、名の似る瑞蓮が返事をする。ここで、蔣世隆と王瑞蘭は若い男女が連れ添っているのは具合が悪いので、夫婦ということにして旅を続けることとするが（第17幕）、突如山賊に襲われる（第19幕）。山賊の頭目に名を名乗ると、頭目の態度は一変した。なんとその頭目は蔣世隆の義弟・陀満興福であった。陀満興福は路銀として金百両を渡し、二人を祝福する（第20幕）。一方の王夫人と蔣瑞蓮は、瑞蓮が兄とはぐれてしまったことを述べ、憐れんだ王夫人は瑞蓮と義理の親子関係を結んだ。
南への旅を続けた蔣世隆と王瑞蘭は、広陽鎮の招商店で宿をとり、宿の主人夫婦の仲人で結婚をするが（第22幕）、しばらくの後に蔣世隆は病を得てしまう。また、王夫人と蔣瑞蓮も南へ旅をし、広陽鎮の北の孟津駅に近づく。しかし、北方へ向かった王鎮が孟津へ向かっている際に招商店へ立ち寄ったところ、娘の瑞蘭が居たが病人の?世隆と連れ合っていると聞いたものの、蔣世隆を婿とは認めずに娘だけを連れて行く（第25幕）。また、王鎮が孟津へ着いた頃、王夫人・蔣瑞蓮親子も孟津につき、親子を憐れんだ駅長が密かに駅に宿泊させたものの、寒さで嘆いていた声が王鎮の耳に入り、翌朝召し出されるも、王夫人であると知り、王鎮・瑞蘭親娘は喜ぶ一方、蔣瑞蓮は兄の無事を心配する（第26幕）。
折しも陀満興福は恩赦を受け、開封の仮の都では科挙を用いて士を選び、文武の全才を招くという詔勅が宣布されたため、陀満興福は武科挙に応ずるために都へ向かっていく最中に広陽鎮の招商店へ立ち寄る。すると、義兄の蔣世隆が病で臥せっており、宿代が払えていないことを知ったため、宿代を肩代わりし、共に科挙へ赴く（第28幕）。
そのころ、王瑞蘭は日々悲しく過ごしていることを家族に迎えた蔣瑞蓮に気づかれ、夫婦の契りを誰かと結んだのではないかと瑞蓮に言われるも、そのようなことはないと語る。それを疑う瑞蓮は夜に月を拝む瑞蘭の願い事を立ち聞きする。そして、瑞蓮に瑞蘭が夫の姓名と本籍を告げたところ、彼女の夫はなんと瑞蓮の兄・蔣世隆であることがわかる（第32幕）。
文科挙・武科挙が行われている頃、王鎮は皇帝から文武の状元を二人の娘の婿にすることを命ぜられた。このことを王瑞蘭と蔣瑞蓮に伝えたところ、瑞蘭は蔣世隆と結婚していることを述べて貞節を守るために拒絶する。また、瑞蓮も兄の蔣世隆が殿試に及第した暁には瑞蘭と結ばせてほしいと訴える。しかし、王鎮は君命であるとして意に介さず、仲人へ二人の娘の肖像画を届ける（第35幕）。
蔣世隆と陀満興福は共に揃って文科挙・武科挙を状元で及第し、王鎮の執事と仲人から結婚を申し込まれた。そして、文状元(蔣世隆)は既に招商店で結婚をしていることを理由に断ったが、武状元(陀満興福)は承知したことを王鎮へ報告した。文状元が結婚を断った理由を聞いた王鎮は、蔣瑞蓮や王瑞蘭の話と符合することから、文状元が蔣瑞蓮の兄・蔣世隆ではないかと推測する。そのため、王鎮は文状元を宴会に呼び、会場の簾の後ろに蔣瑞蓮を座らせて兄かどうかを確かめさせようと考え、その宴席に司馬の張都督をよび、今までのあらましを伝える。宴席の中で、なぜ妻を取らないのか、また、契った妻の名や王尚書なる人物が妻と自分を引き離したことを、蔣世隆は述べた。その様子を簾の裏から見ていた蔣瑞蓮は兄であることを確信し、簾の裏から現れて兄に挨拶をした。そして、私の姉もこの王鎮の屋敷にいることを告げ、王瑞蘭が王鎮の娘であることを明かした。
そして、蔣世隆は招商店での契りを果たして王瑞蘭と結婚をし、陀満興福は蔣瑞蓮と結婚をした。この話を聞いた皇帝は、蔣世隆と王瑞蘭が結婚した後にお互いに節操を持し、重婚を拒絶したものの、二人が再び結ばれたことを祝い、かつて叛徒として族滅した陀満興福の父への罪は誤りであったことを謝罪する詔を出すと同時に、蔣世隆を開封府尹に任じ、妻の王瑞蘭を懿徳夫人に封じ、陀満興福は父の職である昭勇将軍を世襲し、蔣瑞蓮を順徳夫人へ封ずる詔を出した。